# Mikołaj I opolski
Mikołaj I opolski (urodzony pomiędzy 1422 a 1424 rokiem, zm. 3 lipca 1476 roku) – książę opolski w latach 1437–1476 (od 1439 samodzielnie wcześniej razem z bratem), książę zastawny Brzegu od 1442 (1450), w Kluczborku od 1450, w Niemodlinie, Strzelcach i Oleśnie od 1460.

## Życiorys
Mikołaj I był czwartym pod względem starszeństwa (najmłodszym) synem księcia opolskiego Bolka IV i hrabianki Małgorzaty pochodzącej z włoskiej Gorycji.
W momencie śmierci ojca w 1437 roku Mikołaj I był jeszcze małoletni, w związku z czym znalazł się pod opieką starszych braci Bolka V i Jana I. 6 października 1438 roku razem z rodzeństwem złożył hołd lenny kandydatowi na króla czeskiego Kazimierzowi Jagiellończykowi, jednak, w niecałe dwa miesiące później (3 grudnia) związku z rezygnacją polskiego monarchy z tytułu i pokonaniem opozycji w Czechach przez Albrechta Habsburga uznał się na zjeździe we Wrocławiu lennikiem austriackiego dynasty.
W 1439 roku niespodziewanie zmarł Jan I, co umożliwiło Mikołajowi objąć samodzielne rządy w księstwie opolskim. Trzy lata później Mikołaj ożenił się z córką księcia brzeskiego Ludwika II. W zamian za rezygnację z posagu rok później Mikołaj otrzymał od najbliższych krewnych żony książąt Jana i Henryka X w zastaw księstwo brzeskie. Z nieznanych powodów w 1447 roku ziemie te znalazły się z powrotem w rękach książąt chojnowskich, którzy zastawili je nawet rycerzowi Heinzowi Stoschowi. Dopiero po nowej ugodzie z 11 kwietnia 1450 Brzeg wraz z okręgiem ostatecznie dostał się na powrót w ręce księcia opolskiego.
Do kolejnego powiększenia obszaru księstwa doszło na przełomie 1449/1450 roku, kiedy stryj księcia władca niemodlińsko-strzelecki Bernard w zamian za udzieloną pożyczkę scedował na rzecz Mikołaja wszelkie swoje uprawnienia do połowy księstwa opolskiego. Rok później dodał również bratankowi ziemię kluczborską. Wreszcie kiedy w 1460 roku zmarł starszy brat Bolko V  posiadłości Mikołaja zostały powiększone o Niemodlin, Strzelce i Olesno. Na dzielnicach brata Mikołaj utrzymał się pomimo próby przejęcia tych terytoriów przez Jerzego z Podiebradów, który chciał zagarnąć spadek po Bolku V, jako opróżnione lenno korony czeskiej. Ugoda pomiędzy królem czeskim a Mikołajem została podpisana 16 sierpnia 1460 roku, kiedy Jerzy ostatecznie zaakceptował rządy księcia w Niemodlinie i Strzelcach w zamian za zrzeczenie się uprawnień do Opawy z okręgiem (księstwo Mikołaj kupił w 1454 od Ernesta Opawskiego, jednak na skutek oporu czeskiego monarchy nie udało się go przejąć).
W tym samym roku Mikołaja spotkały kolejne trudności związane z opanowanymi terytoriami. Otóż wojnę z księciem opolskim rozpoczął władca Oświęcimia Jan IV domagający się spłacenia długów nieżyjącego już teścia Mikołaja Ludwika II. Napastnika, któremu udało się opanować warownię w Leśnicy ostatecznie udało się usunąć przy pomocy mieszczan Wrocławia 6 października po kilkutygodniowych walkach. W 1461 roku zaś w zamian za zrzeczenie się oprawy wdowiej Mikołaj zapłacił szwagierce Jadwidze Biesównie bliżej nie określone odszkodowanie, wreszcie 3 czerwca zakończył długotrwały spór o dobra zagarnięte przez brata kolegiacie głogóweckiej zwracając jej nadania ojca – Bolka IV.
W 1463 roku po raz kolejny powróciła sprawa roszczeń  księcia głogowskiego Henryka IX względem spadku po dziadku Władysławie Opolczyku (wcześniej zmagali się z tym problemem Bolko IV i Bernard Niemodliński). 26 października żądania władcy głogowskiego zostały dodatkowo wsparte przez Jerzego z Podiebradów, który przywrócił uchylone w 1435 roku dekrety Wacława IV Luksemburczyka z 1418 roku. Mikołaj I korzystając z pomocy Wrocławia próbował początkowo stawić zbrojny opór, w końcu jednak 29 kwietnia 1464 zgodził się na ugodę wypłacając za zrzeczenie się praw Henrykowi IX ogromną sumę 14000 złotych węgierskich. W tym samym roku zakończono też spór z biskupem wrocławskim o zagarnięty przez Bolka V Ujazd ustalając możliwość wykupu miasta.  
1 września 1466 roku Mikołaj I wraz z innymi książętami śląskimi wystąpił z projektem pogodzenia husyckiego króla czeskiego Jerzego z mieszczanami wrocławskimi oraz z papieżem Pawłem II, ostatecznie jednak na skutek odrzucenia przez katolickiego hierarchę formuły pojednawczej i ogłoszenie Podiebradowica 23 grudnia tegoż roku wyklętym książę opolski zdecydował się na wojnę z suwerenem zapraszając na zjeździe we Wrocławiu. W nowy konflikt Mikołaj I zbytnio się nie zaangażował w związku z czym  Paweł II zagroził opolskiemu Piastowi konsekwencjami kościelnymi – bez skutku.
8 czerwca 1469 roku książę opolski podporządkował się królowi węgierskiemu Maciejowi Korwinowi składając mu we Wrocławiu uroczysty hołd lenny jako monarsze czeskiemu. Próba zachowania neutralności podczas wojny Korwina z Polską toczoną od 1471 roku nie dały rezultatu i pod presją władcy węgierskiego wziął udział dwa lata później w wyprawie zbrojnej skierowanej przeciwko związanemu z Jagiellonami księciu Rybnika Wacławowi. Przyniosło to w 1474 roku najazd wojsk polskich na księstwo opolskie, które zostało wtedy znacznie zniszczone. Obroniło się tylko umocnione z rozkazu Mikołaja Opole, sam Piastowicz schronił się wówczas we Wrocławiu pod opiekę wojsk węgierskich.
W latach 1469–1472 Mikołaj I toczył zakończony sukcesem spór z księciem Toszka Przemysłem o pod gliwickie Łabędy.
Mikołaj I Opolski zmarł 3 lipca 1476 roku i został pochowany w klasztorze franciszkanów w Opolu. Z żony Magdaleny Brzeskiej (zmarła 10 września 1497 roku doczekał się pięciu synów (byli to: Ludwik, Jan II Dobry, Mikołaj II, oraz zmarli w dzieciństwie Bolesław i Bernard), oraz pięć córek (Małgorzata żona Przemysła Toszeckiego, Elżbieta i Katarzyna klaryski wrocławskie, Magdalena, żona Jana V Raciborskiego, oraz zmarła w dzieciństwie Elektrę). Dzieci Mikołaja zostały wychowane w duchu polskim. Istnieją pewne przypuszczenia, że Jan II i Mikołaj II znali wyłącznie język polski, co na silnie zgermanizowanym już Śląsku w tych czasach musiało budzić zdziwienie.
Sam Mikołaj I znał niemiecki i jest autorem rozważań prawniczych w tym języku.